# 空飛ぶペンギン
『空飛ぶペンギン』（原題: Mr. Popper's Penguins）は、2011年のアメリカ合衆国のコメディ映画。リチャード・アトウォーターとフローレンス・アトウォーター共著の児童小説『ポッパーさんとペンギン・ファミリー』を原作としている。
日本では当初原作と同じタイトルで劇場公開を予定していたが、その後変更されビデオスルーのみとなった。

## ストーリー
トム・ポッパーはマンハッタンの不動産会社に勤務するエリートサラリーマン。だが、仕事人間だった彼は、妻と離婚して子供達との関係も険悪なものになってしまっていた。
そんなある日、彼のもとに長年会っていない父親から大きな荷物が届く。早速開けてみると、中に入っていたのは、なんと生きたジェンツーペンギンだった。突然の異常事態に混乱するトムだったが、次第にペンギンを通じて家族の絆を取り戻していくのだった。しかし、そんな彼らのもとに、ペンギンの引き渡しを要求する怪しい男が現れる。

## キャスト
※括弧内は日本語吹替
- トム・ポッパー - ジム・キャリー（山寺宏一）
- アマンダ・ポッパー - カーラ・グギノ（高乃麗）
- ジェイニー・ポッパー - マデリン・キャロル（牛田裕子）
- ビリー・ポッパー - マックスウェル・ペリー・コットン（小林由美子）
- ピッピ・ペポノポリス - オフィリア・ラヴィボンド（小松由佳）
- セルマ・ヴァン・ガンディ - アンジェラ・ランズベリー（京田尚子）
- ナット・ジョーンズ - クラーク・グレッグ（浦山迅）
- ダリル - デスミン・ボルヘス（魚建）
- フランクリン氏 - フィリップ・ベイカー・ホール（藤本譲）
- リーダー氏 - ドミニク・チアネーゼ（島香裕）
- イエーツ氏 - ウィリアム・チャールズ・ミッチェル（斎藤志郎）
- ケント - デヴィッド・クラムホルツ（小森創介）
- リック - ジェームズ・タッパー（里卓哉）
- グレムミンズ - ジェフリー・タンバー（真田五郎）
- 若きトム・ポッパー・シニアの声 - ブライアン・T・デラニー（小森創介）
- 南極の友人 - マシュー・ウルフ（斎藤志郎）
- 酒場の女主人 - ベッツィ・エイデム
- ペンギンの声 - フランク・ウェルカー
- 日本語吹替版その他：片貝薫、中司ゆう花、金谷ヒデユキ、かぬか光明

- 日本語吹替版制作スタッフ 演出：乃坂守蔵、翻訳：中村久世、調整：山本洋平、制作：ACクリエイト

## 原作との違い
- 原作の舞台は1930年代のスティルウォーターだったが、本作では現代のマンハッタンが舞台となっている。
- 原作の主人公の職業は平凡な塗装業だったが、本作では不動産会社に勤務しているエリートサラリーマンになっている。
- 原作の主人公は南極に強い憧れを持つ物静かな男性だったが、本作では南極やペンギンに興味がないジム・キャリー得意のコミカルな男性になっている。